# Palmer (Nebraska)
Pour les articles homonymes, voir Palmer.
Palmer est un village du comté de Merrick, dans l'État du Nebraska, aux États-Unis. En 2020, il comptait une population de 439 habitants.